# M-cresolo
Il m-cresolo, nome IUPAC 3-metilfenolo, è un composto aromatico derivato dal fenolo e rappresenta un isomero del p-cresolo e dell'o-cresolo. A temperatura ambiente si presenta come un liquido oleoso incolore, che può assumere anche colorazione tendente al giallastro per esposizione all'aria.

## Produzione
Il m-cresolo, similmente ad altri composti, viene tradizionalmente estratto dal catrame di carbone o dal petrolio sotto forma di miscela insieme agli altri suoi due isomeri. Un metodo di sintesi sfrutta l'alchilazione del toluene con formazione di cimene (isopropiltoluene), che in seguito viene sottoposto a un'alchilazione ossidativa similmente a quanto avviene nel processo al cumene. Un altro metodo utilizza la carbonilazione di una miscela di cloruro di metallile e acetilene in presenza di tetracarbonilnichel.

## Utilizzi
Il m-cresolo, come gli altri cresoli, possiede una forte azione germicida che a basse concentrazioni lo rende utile come disinfettante e antisettico. Viene inoltre usato come precursore nella sintesi di alcuni fitofarmaci quali il fenitrothion e il fenthion. La sua metilazione, con formazione di 2,3,6-trimetilfenolo, viene sfruttata per produrre vitamina E sintetica. Il m-cresolo rappresenta anche il composto di partenza per la sintesi totale del timolo.
Il m-cresolo può essere utilizzato come solvente per i polimeri. Per esempio, da una soluzione di polianilina si ottiene un film polimerico che possiede conduttività elettrica maggiore rispetto alla sola polianilina. Questo fenomeno è noto come drogaggio secondario. Il composto trova impiego pure nello sviluppo fotografico e nella produzione di esplosivi.

## Occorrenza in natura
Il m-cresolo è stato riscontrato nelle secrezioni delle ghiandole temporali degli elefanti africani maschi (Loxodonta africana) durante le fasi di eccitazione sessuale. Questo composto, in concentrazioni dell'ordine di parti per miliardo, è presente pure nel latte e nella carne dei ruminanti contribuendo a una maggiore ricchezza di sapore assunta da questi prodotti.
Il m-cresolo è pure un costituente del fumo di tabacco.